# Surdents
Surdents is een buurtschap van de tot de stad Verviers behorende deelgemeente Stembert.
Surdents ontstond als een lintbebouwing langs de N61 en de Vesder. 
In het begin van de 19e eeuw werd hier een fabriek gebouwd voor P.H. Dethier. Deze kwam tussen 1812 en 1816 in bezit van Iwan Simonis, nadat Dethier failliet was gegaan. In de loop van de 19e eeuw werden er door Simonis diverse uitbreidingen verricht, zoals een gashouder in 1843. Door het bedrijf werden arbeiderswoningen gebouwd, en ook werden diverse voorzieningen beschikbaar gesteld: In 1869 werd een kapel ingericht, in 1871 een school, en in 1903 kwam er waterleiding in de arbeidershuizen. Hoewel veel van de bedrijvigheid verdween, bleef de fabriek van Simonis in Surdents nog tot diep in de 20e eeuw in werking. Het was een spinnerij van gekaarde wol, geschikt voor de vervaardiging van lakense stoffen, welke werden gebruikt voor militaire uniformen en ceremoniële kleding en, in de fijnste kwaliteit, als biljartlaken. In de 2e helft van de 20e eeuw beëindigde de fabriek in Surdents haar activiteit, in een deel van de fabriek kwam een bedrijf voor de verwerking van oudpapier, en in 1996 werd een ander deel der gebouwen gesloopt.
Te Surdents bevindt zich een kerk, de Sint-Jan-de-Doperkerk, van 1957.
Op de rechteroever van de Vesder bevindt zich de Grotte des Surdents, welke in 2000 werd geklasseerd als een site van wetenschappelijk belang.
Surdents bevindt zich aan de Vesder tussen Stembert en Limbourg.